# ヴィルヘルム・キーンツル

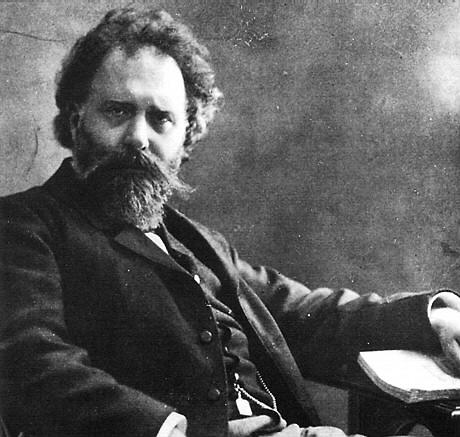
1910年頃とされるキーンツルの写真

ヴィルヘルム・キーンツル（Wilhelm Kienzl、1857年1月17日 - 1941年10月19日）は、オーストリアの作曲家、指揮者。
オーストリア帝国、エースタライヒ・オプ・デア・エンスのヴァイツェンキルヒェンに生まれ、グラーツ、プラハ、ライプツィヒ、ヴィーンで学んだ後、1883年にアムステルダムのドイツ歌劇場の楽長としてキャリアをスタートさせた。1895年に初演された歌劇『エヴァンゲリマン』で成功を収めたほか、オーストリア第一共和国の最初の国家『ドイツオーストリア、汝壮麗なる国よ』を作曲したことでも知られる。その他にも管弦楽曲や多くの歌曲、合唱曲を残した。
1941年、ヴィーンにて死去。